# Alejandro Falla
Alejandro Falla Ramirez (Bogota, 14. studenog 1983.) kolumbijski je profesionalni tenisač. Karijeru je započeo 2000. godine, najbolji plasman u pojedinačnoj konkurenciji mu je 48. mjesto.

## Juniori
Falla je došao do polufinala Roland Garrosa 2001. u pojedinačnoj konkurenciji, te iste godine je u parovima osvojio ranije spomenuti turnir.

## Finala ATP turnira

### Pojedinačno: 1 (0-1)
| Legenda                           |
| --------------------------------- |
| Grand Slam (0–0)                  |
| ATP World Tour Finale (0–0)       |
| ATP World Tour Masters 1000 (0–0) |
| ATP World Tour 500 serija (0–0)   |
| ATP World Tour 250 serija (0–1)   |

| Naslovi po podlozi      |
| ----------------------- |
| Tvrda (0–1)             |
| Zemlja (0–0)            |
| Trava (0–0)             |
| Unutrašnji tereni (0–0) |

| Ishod    | Broj | Datum            | Turnir                        | Podloga | Protivnik    | Rezultat      |
| -------- | ---- | ---------------- | ----------------------------- | ------- | ------------ | ------------- |
| Finalist | 1.   | 21. srpnja 2013. | Claro Open, Bogotá, Kolumbija | Tvrda   | Ivo Karlović | 3–6, 6–7(4–7) |

### Parovi: 1 (0-1)
| Legenda                           |
| --------------------------------- |
| Grand Slam (0–0)                  |
| ATP World Tour Finale (0–0)       |
| ATP World Tour Masters 1000 (0–0) |
| ATP World Tour 500 Serija (0–0)   |
| ATP World Tour 250 Serija (0–1)   |

| Naslovi po podlozi      |
| ----------------------- |
| Tvrda (0–1)             |
| Zemlja (0–0)            |
| Trava (0–0)             |
| Unutrašnji tereni (0–0) |

| Ishod    | Broj | Datum             | Turnir                  | Podloga | Partner        | Protivnici              | Rezultat         |
| -------- | ---- | ----------------- | ----------------------- | ------- | -------------- | ----------------------- | ---------------- |
| Finalist | 1.   | 13. veljače 2011. | SAP Open, San Jose, SAD | Hard    | Xavier Malisse | Scott Lipsky Rajeev Ram | 4–6, 6–4, [8–10] |

## Vanjske poveznice
- Alejandro Falla na stranici ATP-a
- Rezultati mečeva  Arhivirana inačica izvorne stranice od 13. travnja 2014. (Wayback Machine)
- Bivši plasmani